# Eugeniusz Patyk
Eugeniusz Jan Patyk (ur. 29 lipca 1937 w Brześciu Kujawskim, zm. 23 sierpnia 2023 w Sulechowie) – polski polityk, senator III kadencji.

## Życiorys
Syn Franciszka i Heleny. Ukończył studia w Wyższej Szkole Pedagogicznej w Opolu. Pracował jako nauczyciel, był dyrektorem Szkoły Podstawowej nr 3 w Głogowie, a od 1969 do 1998 dyrektorem I Liceum Ogólnokształcącego w tym mieście. Działał w Związku Nauczycielstwa Polskiego, kierował jego zarządem okręgowym w Legnicy.
W 1993 uzyskał mandat senatora III kadencji wybranego z ramienia Sojuszu Lewicy Demokratycznej w województwie legnickim, który wykonywał do 1997. W 1998 zasiadł w radzie miejskiej Głogowa, w 2002, 2006 i 2010 uzyskiwał mandat na następne kadencje z ramienia SLD. W 2012 został wykluczony z klubu radnych tej partii. W 2014 uzyskał reelekcję w wyborach miejskich z ramienia lokalnego komitetu.
Został pochowany na cmentarzu w Brzostowie.

## Odznaczenia
Odznaczony Krzyżem Oficerskim Orderu Odrodzenia Polski (1997).